# Svijany (zámek)
Zámek ve Svijanech je areál tvořený dvoukřídlou budovou zámku se zámeckou kaplí, nádvorní plochou uzavřenou ohradní zdí s brankami a zámeckým parkem. Nachází se v severozápadní části obce Svijany v okrese Liberec, ležící asi šest kilometrů západně od Turnova v blízkosti dálnice D10. Areál je od roku 1966 kulturní památkou.

## Historie

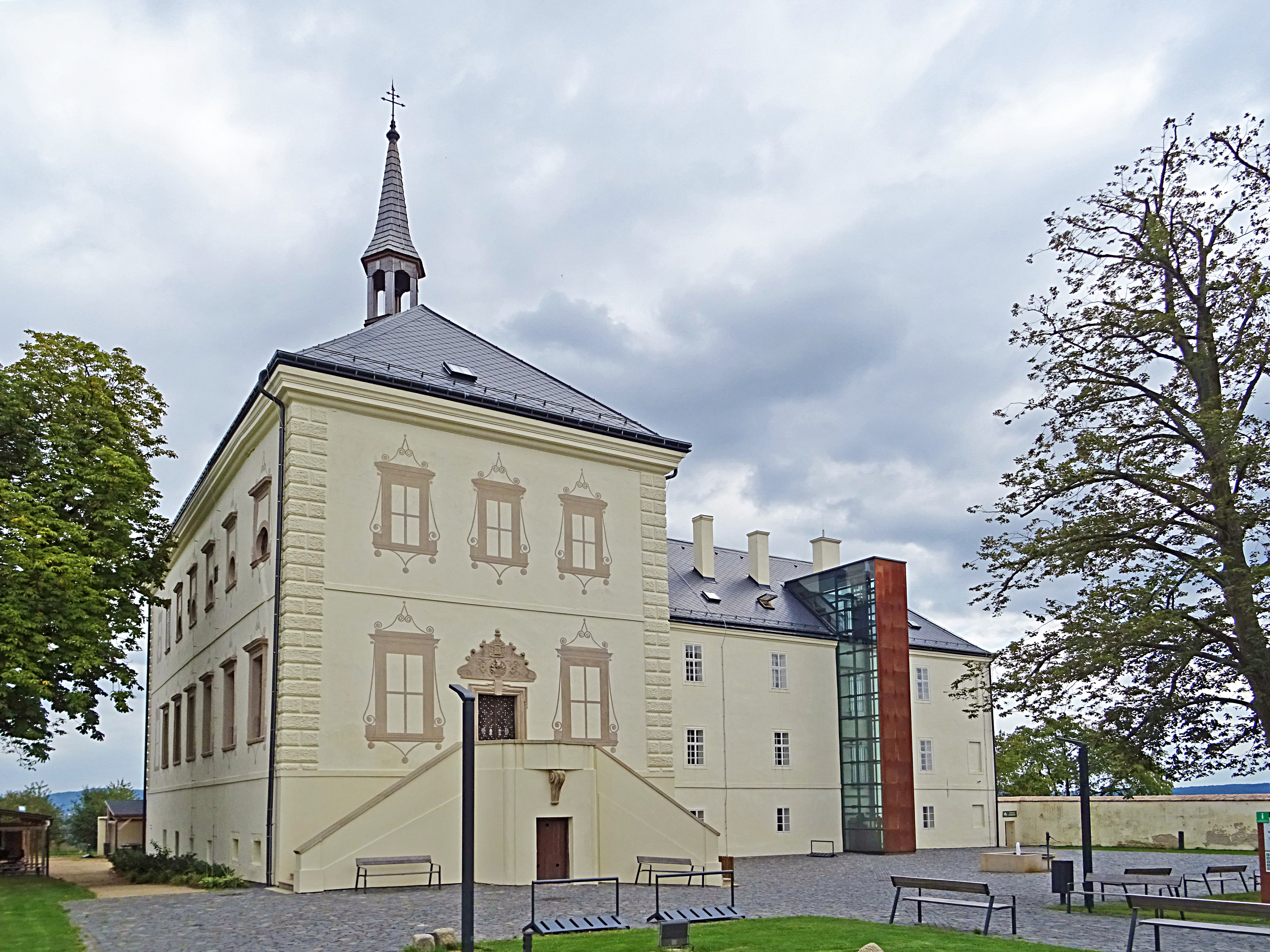
Svijanský zámek

První zpráva o Svijanech pochází z roku 1345, obec tehdy patřila cisterciáckému klášteru v Mnichově Hradišti. Pivovar ve Svijanech se v záznamech objevuje poprvé v roce 1564. O rok později získal ves Jaroslav z Vartenberka, který si v ní vystavěl renesanční tvrz. Po jeho smrti Svijany s tvrzí i pivovarem získal Jáchym Ondřej Šlik, jeden z českých pánů popravených v roce 1621 na Staroměstském náměstí. Svijany pak připadly Valdštejnům, kteří v nich hospodařili až do roku 1814. Starou tvrz přestavěli na zámek, rozšířili i sousední pivovar.
Od roku 1820 do roku 1945 byl majetek ve vlastnictví Rohanů. V roce 1945 byl zámek zkonfiskován a posléze znárodněn. Patřil tehdy Severočeským pivovarům. V roce 1996 jej koupil Milan Rýdlo z Čápovky pro sídlo Rytířského řádu svatého Václava, od něhož ho v roce 2013 převzala společnost Pivovar Svijany, která pak chátrajícímu zámku během necelých tří let vrátila podobu z přelomu 17. a 18. století, tedy takovou, jakou měl za vlády Valdštejnů. První etapa nákladné rekonstrukce vyhodnocené jako Stavba roku Libereckého kraje si vyžádala náklady přes 60 milionů korun. Díky přispění grantu z EHP a Norských fondů při ní vznikl atraktivní cíl rodinných výletů v celém Pojizeří.
V rámci druhé etapy rekonstrukce bylo v červnu 2017 v areálu zámku otevřeno i ubytování hotelového typu a restaurační zařízení. Hotel nabízí ubytování v celkem 17 zámeckých pokojích ve 3. a 4. nadzemním podlaží s kapacitou 41 lůžek.

## Expozice

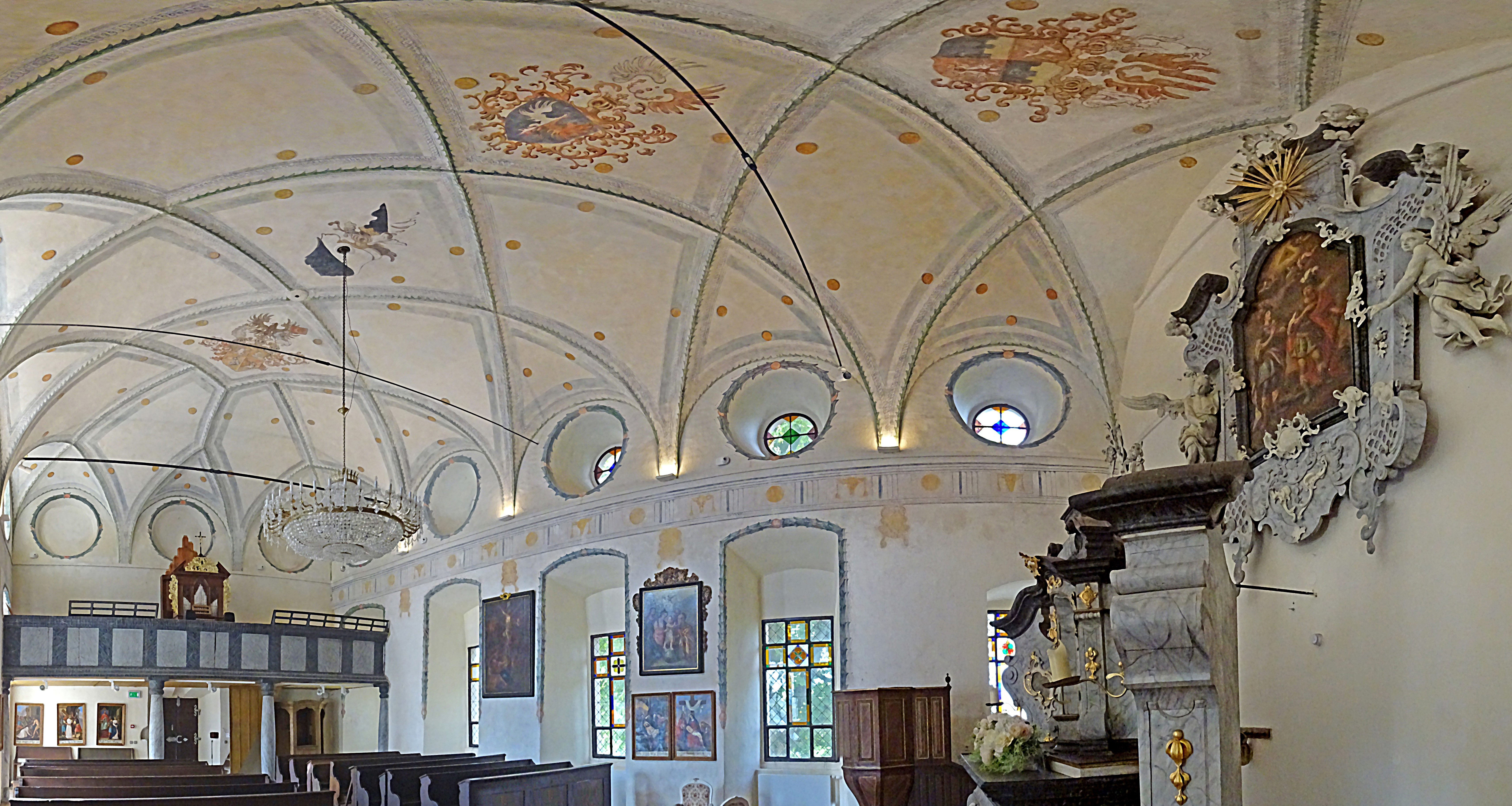
Zámecká kaple svatého Jana a Pavla

V prostorách zámku je pro veřejnost připraveno několik expozic.

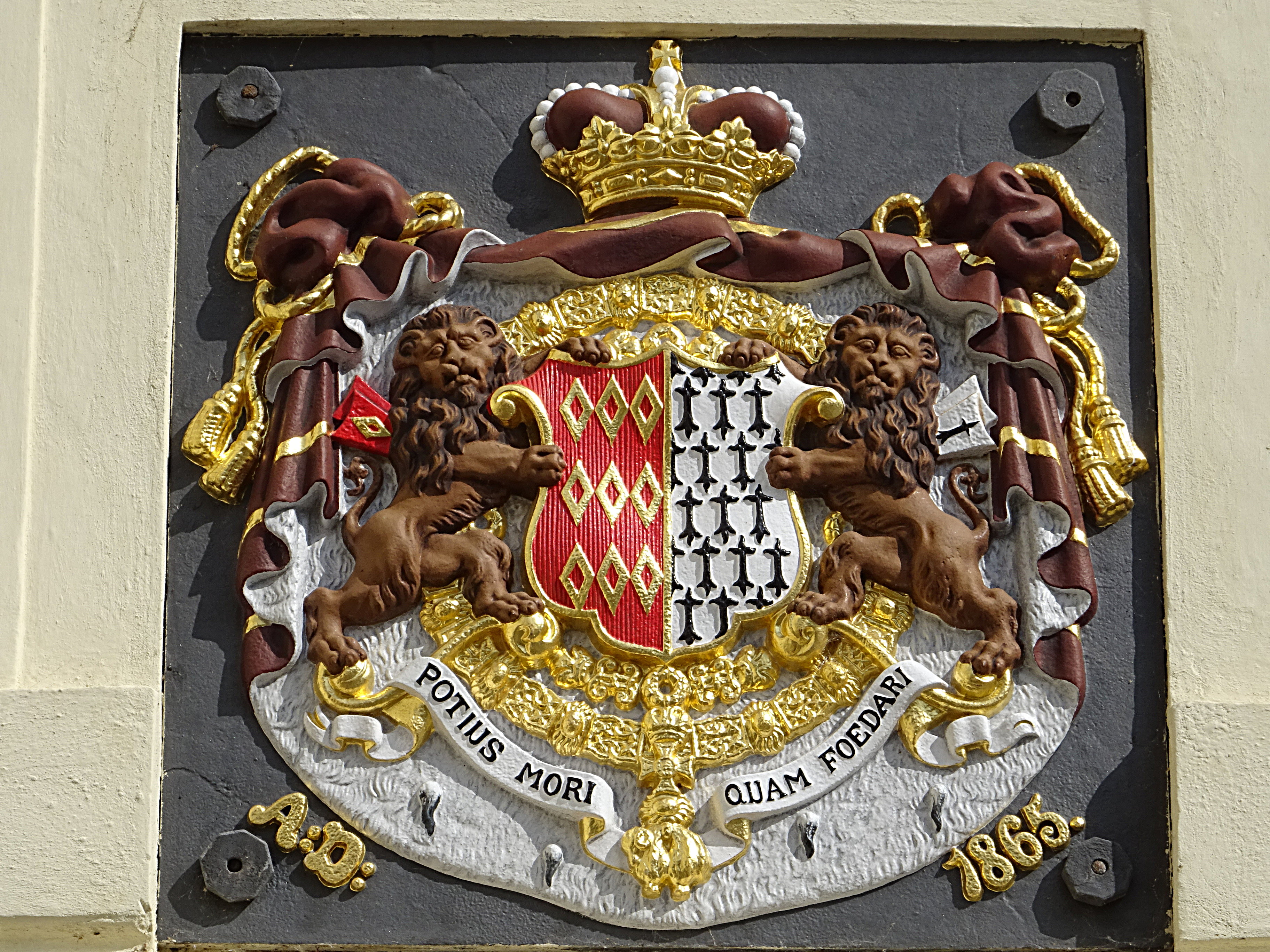
Rohanský erb na zámku

- Expozice archeologie: archeologická expozice o době bronzové předvádí žárové hroby z pohřebiště „Na Cecilce“, přibližuje tehdejší pohřební rituál a představí bronzový poklad či originální nálezy ze zámecké zahrady staré až 6500 let.
- Historie zámku a okolí: informuje o tom, kdy byly osídleny Svijany, jak starý je zámek, které šlechtické rody zde vládly, proč souvisí název Svijany s chovem prasat nebo kdy byl odlit zvon nad kaplí.
- Velká kaple: byla původně rytířským sálem a v roce 1768 byla přestavěna na kapli sv. Jana a Pavla. Dnes zde je možné spatřit unikátní malovanou výzdobu z let 1612–1621, která byla objevena až při současné rekonstrukci. Její součástí jsou i erby tehdejších majitelů zámku, matky a manželek Jáchyma Ondřeje Šlika.
- Expozice lázeňství a pivovarnictví: představuje starověké a středověké lázně. V expozici pivovarnictví se pak lze dozvědět, kolik stálo pivo v roce 301 za císaře Diokleciána, nebo co se stalo se šenkýřkou, když míchala pivo s vodou. Jsou tu i další zajímavosti a množství dobových obrázků a předmětů týkajících se pivní kultury.
- Expozice podzemí: jsou zde vystaveny fotografie podzemních prostor, které jsou v Libereckém kraji otevřené veřejnosti. Některé jsou dílem přírody, některé vznikly jako součást středověkých hradů rytířských řádů, jiné byly vystavěny za účelem civilní obrany.
- Island: Island byl osídlen poměrně pozdě, až v době Vikingů v 9. století, proto se místní archeologie liší oproti většině evropských zemí. Na velkoformátových fotografiích je možné obdivovat nejen historické památky, ale také nádhernou tamní přírodu.
- Montessori: informuje o Marii Montessori, která změnila pohled na dítě a jeho vzdělávání, a o osobnostech, které prošly tímto vzděláním. Děti si mohou také spoustu zajímavých hraček samy vyzkoušet.
- Zámecká zahrada: mimo jiné se v ní nachází dřevěná replika 3000 let staré svatyně z doby bronzové, dobová chlebová a bronzová pec. Pomocí 3D aplikace se lze postavit na místa autentických archeologických nálezů a dozvědět se, jak tyto nálezy vypadaly. Na pískovišti si lze vykopat svijanskou středověkou „swinii“.
- Romové na archivních fotografiích: soubor historických snímků s názvem „Krásné časy…?“ zobrazuje nesnadný život Romů v Čechách a Evropě od konce 19. století až do čtvrtého desetiletí 20. století.